# Dzmitry Karpuk
Dzmitry Karpuk (5 de noviembre de 1999) es un deportista de Bielorrusia que compite en atletismo. Ganó una medalla de oro en el Campeonato Europeo de Atletismo Sub-23 de 2021, en la prueba de lanzamiento de peso.